# そうめんちり
そうめんちりは、福岡県糸島市の郷土料理。鶏肉の出汁に醤油や砂糖を加えて作ったつゆで煮た野菜や白滝、豆腐などを、素麺に盛った料理である。

## 概要
鶏肉や野菜で作ったちりを素麺にかけることからこの名がついた。
そうめんちりは糸島の代表的な郷土料理として、盆・正月、田植えなどの農作業、神社や公民館での地域の行事など、住民が集まる場での御馳走として親しまれた。雷山や怡土などの中山間地域では鶏を飼育している家が多く、その鶏を使った料理として、がめ煮やかしわ飯などとともに盛んに食された。核家族化の影響などで家庭で食べる機会は減少しているが、現在でも敬老会などで作られている。

## 歴史
福岡藩の儒学者・貝原益軒が記した『筑前国続風土記』には、博多の商人が高祖城主の原田氏に素麺を献上したことが記されている。
素麺に鶏肉や野菜をのせた、現在の形のそうめんちりが食べられ始めた正確な時期は不明だが、明治30年代以前にはすでに存在しており、農作業を通しての交流や、婚姻による地域間の関わりなどによって次第に広まっていったと考えられている。
また、糸島には初盆の家に子どもたちが素麺を供える習慣や、盆明けに地域で集まって素麺を食べる風習が存在し、素麺が単なる食べ物ではなく、地域の伝統文化の一つとして重要な役割を果たしている。

## 作り方
味付けや食材は地域や家庭によって異なるが、概ね以下の通りである。
水に鶏肉を入れ、やわらかくなるまで煮た後、醤油と砂糖を加え味をととのえる。一口大に切った白滝、豆腐、ゴボウ、キャベツ、ネギなどをつゆに入れ、味を染み込ませる。茹でた素麺を器に入れ、鶏肉や野菜などの具材とともにつゆをかける。